# The Best of 1990–2000
The Best of 1990-2000 – album zespołu U2 będący kompilacją ich największych przebojów z lat 1990–2000 wydany w 2002 roku.
W Polsce składanka uzyskała status złotej płyty.

## Lista utworów
1. „Even Better Than the Real Thing” – 3:39
2. „Mysterious Ways” – 4:02
3. „Beautiful Day” – 4:05
4. „Electrical Storm” (William Orbit mix) – 4:37
5. „One” – 4:35
6. „Miss Sarajevo” (edycja radiowa) – 4:30
7. „Stay (Faraway, So Close!)” – 4:58
8. „Stuck in a Moment You Can’t Get Out Of” – 4:31
9. „Gone” (new mix) – 4:32
10. „Until the End of the World” – 4:38
11. „The Hands That Built America” – 4:57
12. „Discothèque” (mix) – 4:40
13. „Hold Me, Thrill Me, Kiss Me, Kill Me” – 4:44
14. „Staring at the Sun” (mix) – 4:48
15. „Numb” (mix) – 4:21
16. „The First Time” – 3:44

### Utwory dodatkowe
1. „Lady with the Spinning Head” (extended dance mix) – 6:06
2. „Dirty Day” (Junk Day mix) – 4:40
3. „Summer Rain” – 4:07
4. „Electrical Storm” – 4:26
5. „North and South of the River” – 4:36
6. „Your Blue Room” – 5:26
7. „Happiness Is a Warm Gun” (The Gun mix) – 4:45
8. „Salomé” (edycja Zooromancer Remix) – 5:51
9. „Even Better Than the Real Thing” (The Perfecto mix) – 6:38
10. „Numb” (edycja Gimme Some More Dignity) – 5:50
11. „Mysterious Ways” (Solar Plexus Club mix) – 4:08
12. „If God Will Send His Angels” (Big Yam mix) – 5:42
13. „Lemon” (Jeep mix) – 5:29
14. „Discothèque” (edycja Hexidecimal) – 7:24